# Albumy numer jeden w roku 1962 (USA)
Lista najlepiej sprzedających się albumów w Stanach Zjednoczonych w 1962 tworzona przez magazyn Billboard. Do sierpnia 1963 notowanie były podzielone na albumy mono i stereo. Obecnie notowanie jest znane jako Billboard 200.

## Historia notowania
| Data publikacji | Album (mono)                               | Artysta                         | Album (stereo)                             | Artysta                         |
| --------------- | ------------------------------------------ | ------------------------------- | ------------------------------------------ | ------------------------------- |
| 6 stycznia      | Blue Hawaii                                | Elvis Presley/Ścieżka dźwiękowa | Stereo 35/MM                               | Enoch Light & the Light Brigade |
| 13 stycznia     | Blue Hawaii                                | Elvis Presley/Ścieżka dźwiękowa | Holiday Sing Along with Mitch              | Mitch Miller                    |
| 20 stycznia     | Blue Hawaii                                | Elvis Presley/Ścieżka dźwiękowa | Blue Hawaii                                | Elvis Presley/Ścieżka dźwiękowa |
| 27 stycznia     | Blue Hawaii                                | Elvis Presley/Ścieżka dźwiękowa | Blue Hawaii                                | Elvis Presley/Ścieżka dźwiękowa |
| 3 lutego        | Blue Hawaii                                | Elvis Presley/Ścieżka dźwiękowa | Blue Hawaii                                | Elvis Presley/Ścieżka dźwiękowa |
| 10 lutego       | Blue Hawaii                                | Elvis Presley/Ścieżka dźwiękowa | Breakfast at Tiffany’s                     | Henry Mancini/Ścieżka dźwiękowa |
| 17 lutego       | Blue Hawaii                                | Elvis Presley/Ścieżka dźwiękowa | Breakfast at Tiffany’s                     | Henry Mancini/Ścieżka dźwiękowa |
| 24 lutego       | Blue Hawaii                                | Elvis Presley/Ścieżka dźwiękowa | Breakfast at Tiffany’s                     | Henry Mancini/Ścieżka dźwiękowa |
| 3 marca         | Blue Hawaii                                | Elvis Presley/Ścieżka dźwiękowa | Breakfast at Tiffany’s                     | Henry Mancini/Ścieżka dźwiękowa |
| 10 marca        | Blue Hawaii                                | Elvis Presley/Ścieżka dźwiękowa | Breakfast at Tiffany’s                     | Henry Mancini/Ścieżka dźwiękowa |
| 17 marca        | Blue Hawaii                                | Elvis Presley/Ścieżka dźwiękowa | Breakfast at Tiffany’s                     | Henry Mancini/Ścieżka dźwiękowa |
| 24 marca        | Blue Hawaii                                | Elvis Presley/Ścieżka dźwiękowa | Breakfast at Tiffany’s                     | Henry Mancini/Ścieżka dźwiękowa |
| 31 marca        | Blue Hawaii                                | Elvis Presley/Ścieżka dźwiękowa | Breakfast at Tiffany’s                     | Henry Mancini/Ścieżka dźwiękowa |
| 7 kwietnia      | Blue Hawaii                                | Elvis Presley/Ścieżka dźwiękowa | Blue Hawaii                                | Elvis Presley/Ścieżka dźwiękowa |
| 14 kwietnia     | Blue Hawaii                                | Elvis Presley/Ścieżka dźwiękowa | Breakfast at Tiffany’s                     | Henry Mancini/Ścieżka dźwiękowa |
| 21 kwietnia     | Blue Hawaii                                | Elvis Presley/Ścieżka dźwiękowa | Breakfast at Tiffany’s                     | Henry Mancini/Ścieżka dźwiękowa |
| 28 kwietnia     | Blue Hawaii                                | Elvis Presley/Ścieżka dźwiękowa | Breakfast at Tiffany’s                     | Henry Mancini/Ścieżka dźwiękowa |
| 5 maja          | West Side Story                            | Ścieżka dźwiękowa               | Breakfast at Tiffany’s                     | Henry Mancini/Ścieżka dźwiękowa |
| 12 maja         | West Side Story                            | Ścieżka dźwiękowa               | West Side Story                            | Ścieżka dźwiękowa               |
| 19 maja         | West Side Story                            | Ścieżka dźwiękowa               | West Side Story                            | Ścieżka dźwiękowa               |
| 26 maja         | West Side Story                            | Ścieżka dźwiękowa               | West Side Story                            | Ścieżka dźwiękowa               |
| 2 czerwca       | West Side Story                            | Ścieżka dźwiękowa               | West Side Story                            | Ścieżka dźwiękowa               |
| 9 czerwca       | West Side Story                            | Ścieżka dźwiękowa               | West Side Story                            | Ścieżka dźwiękowa               |
| 16 czerwca      | West Side Story                            | Ścieżka dźwiękowa               | West Side Story                            | Ścieżka dźwiękowa               |
| 23 czerwca      | Modern Sounds in Country and Western Music | Ray Charles                     | West Side Story                            | Ścieżka dźwiękowa               |
| 30 czerwca      | Modern Sounds in Country and Western Music | Ray Charles                     | West Side Story                            | Ścieżka dźwiękowa               |
| 7 lipca         | Modern Sounds in Country and Western Music | Ray Charles                     | West Side Story                            | Ścieżka dźwiękowa               |
| 14 lipca        | Modern Sounds in Country and Western Music | Ray Charles                     | West Side Story                            | Ścieżka dźwiękowa               |
| 21 lipca        | Modern Sounds in Country and Western Music | Ray Charles                     | West Side Story                            | Ścieżka dźwiękowa               |
| 28 lipca        | Modern Sounds in Country and Western Music | Ray Charles                     | West Side Story                            | Ścieżka dźwiękowa               |
| 4 sierpnia      | Modern Sounds in Country and Western Music | Ray Charles                     | West Side Story                            | Ścieżka dźwiękowa               |
| 11 sierpnia     | Modern Sounds in Country and Western Music | Ray Charles                     | Modern Sounds in Country and Western Music | Ray Charles                     |
| 18 sierpnia     | Modern Sounds in Country and Western Music | Ray Charles                     | West Side Story                            | Ścieżka dźwiękowa               |
| 25 sierpnia     | Modern Sounds in Country and Western Music | Ray Charles                     | West Side Story                            | Ścieżka dźwiękowa               |
| 1 września      | Modern Sounds in Country and Western Music | Ray Charles                     | West Side Story                            | Ścieżka dźwiękowa               |
| 8 września      | Modern Sounds in Country and Western Music | Ray Charles                     | West Side Story                            | Ścieżka dźwiękowa               |
| 15 września     | Modern Sounds in Country and Western Music | Ray Charles                     | West Side Story                            | Ścieżka dźwiękowa               |
| 22 września     | Modern Sounds in Country and Western Music | Ray Charles                     | West Side Story                            | Ścieżka dźwiękowa               |
| 29 września     | West Side Story                            | Ścieżka dźwiękowa               | West Side Story                            | Ścieżka dźwiękowa               |
| 6 października  | West Side Story                            | Ścieżka dźwiękowa               | West Side Story                            | Ścieżka dźwiękowa               |
| 13 października | West Side Story                            | Ścieżka dźwiękowa               | West Side Story                            | Ścieżka dźwiękowa               |
| 20 października | Peter, Paul and Mary                       | Peter, Paul and Mary            | West Side Story                            | Ścieżka dźwiękowa               |
| 27 października | Peter, Paul and Mary                       | Peter, Paul and Mary            | West Side Story                            | Ścieżka dźwiękowa               |
| 3 listopada     | Peter, Paul and Mary                       | Peter, Paul and Mary            | West Side Story                            | Ścieżka dźwiękowa               |
| 10 listopada    | Peter, Paul and Mary                       | Peter, Paul and Mary            | West Side Story                            | Ścieżka dźwiękowa               |
| 17 listopada    | Peter, Paul and Mary                       | Peter, Paul and Mary            | West Side Story                            | Ścieżka dźwiękowa               |
| 24 listopada    | Peter, Paul and Mary                       | Peter, Paul and Mary            | West Side Story                            | Ścieżka dźwiękowa               |
| 1 grudnia       | My Son, the Folk Singer                    | Allan Sherman                   | West Side Story                            | Ścieżka dźwiękowa               |
| 8 grudnia       | My Son, the Folk Singer                    | Allan Sherman                   | West Side Story                            | Ścieżka dźwiękowa               |
| 15 grudnia      | The First Family                           | Vaughn Meader                   | West Side Story                            | Ścieżka dźwiękowa               |
| 22 grudnia      | The First Family                           | Vaughn Meader                   | West Side Story                            | Ścieżka dźwiękowa               |
| 29 grudnia      | The First Family                           | Vaughn Meader                   | West Side Story                            | Ścieżka dźwiękowa               |